# Kolegiata św. Amanda w Bad Urach
Kolegiata św. Amanda (niem. Stiftskirche St. Amandus) – protestancka świątynia znajdująca się w niemieckim mieście Bad Urach.

## Historia
Około 1100 na miejscu obecnej kolegiaty wzniesiono romański kościół, również noszący wezwanie św. Amanda. W 1474 odbył się w nim ślub grafa Eberharda z Barbarą Gonzagą, a następnie, w latach 1475-1501, wybudowano na jego miejscu obecną bazylikę. W 1477 świątynia została wyniesiona do godności kolegiaty. Od 1534 jest protestanckim kościołem parafialnym, w 1537 usunięto z niego figury świętych i ołtarze. W 1707 roku gotyckie witraże zostały zniszczone wskutek eksplozji w młynie prochowym. W latach 1896–1901 świątynia została przebudowana pod kierunkiem Heinricha Dolmetscha. W latach 1988–1990 wyremontowano wnętrze kościoła, a w 2006 odrestaurowano wieżę.

## Architektura i wyposażenie
Świątynia późnogotycka, trójnawowa, o układzie bazylikowym. Wieża kolegiaty ma wysokość 63 metrów, którą osiągnęła podczas przebudowy w 1898. 
Wnętrze kościoła zdobi piaskowcowa ambona z 1501 roku, ozdobiona reliefami przedstawiającymi św. Ambrożego, św. Grzegorza Wielkiego, św. Hieronima i św. Augustyna. Nad amboną znajduje się baldachim z 1632. We wnętrzu kościoła znajduje się również późnogotycki klęcznik z 1472 o wysokości 6 metrów oraz chrzcielnica z 1518. Ołtarz główny otoczony jest barokową, metalową balustradą, ufundowaną w 1650 przez Bernharda Schwana. Na emporze znajdują się tzw. organy Weiglego (niem. Die Weigle-Orgel), wykonane w 1901 roku. Na wieży świątyni wisi 5 dzwonów.

## Galeria

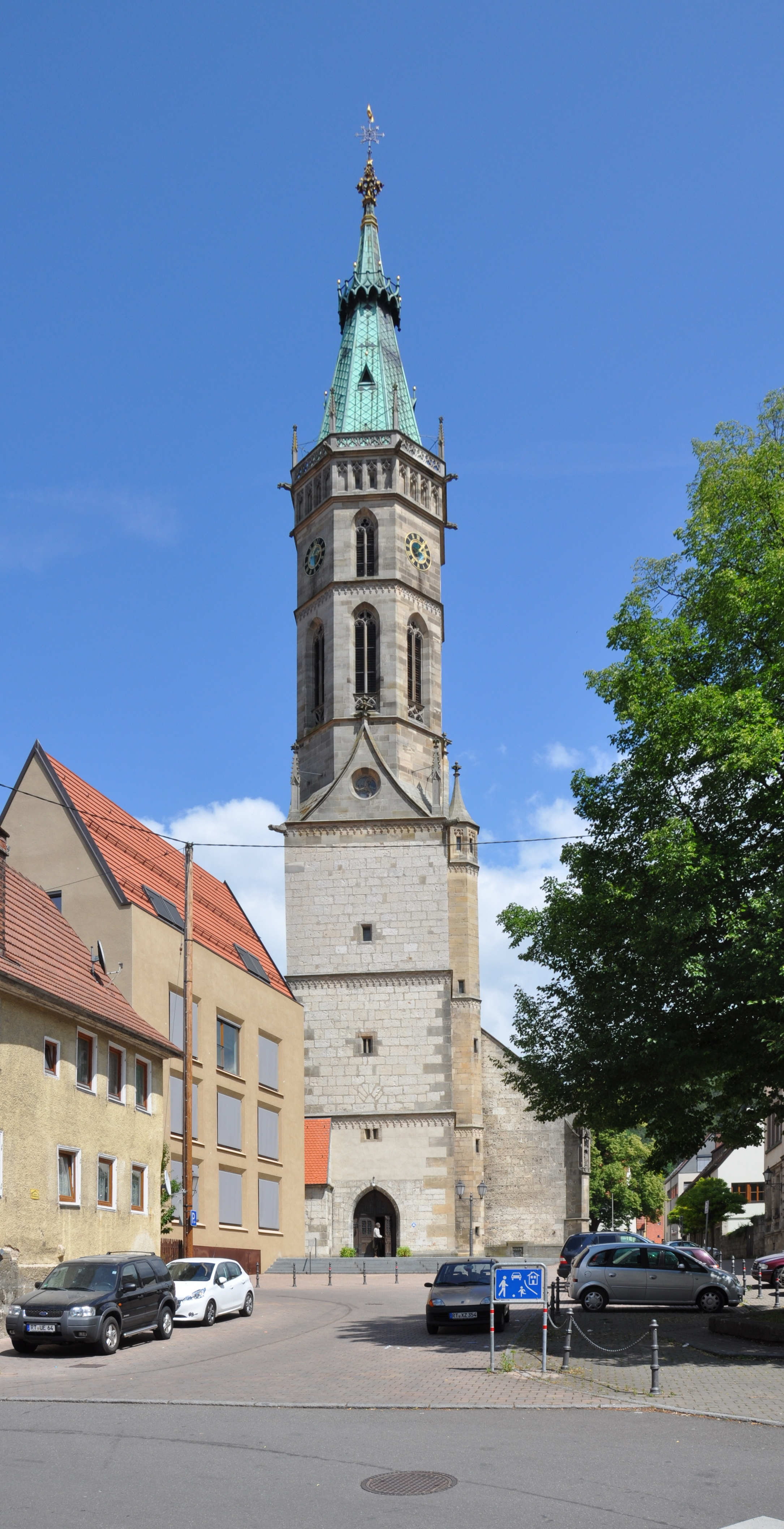
Wieża
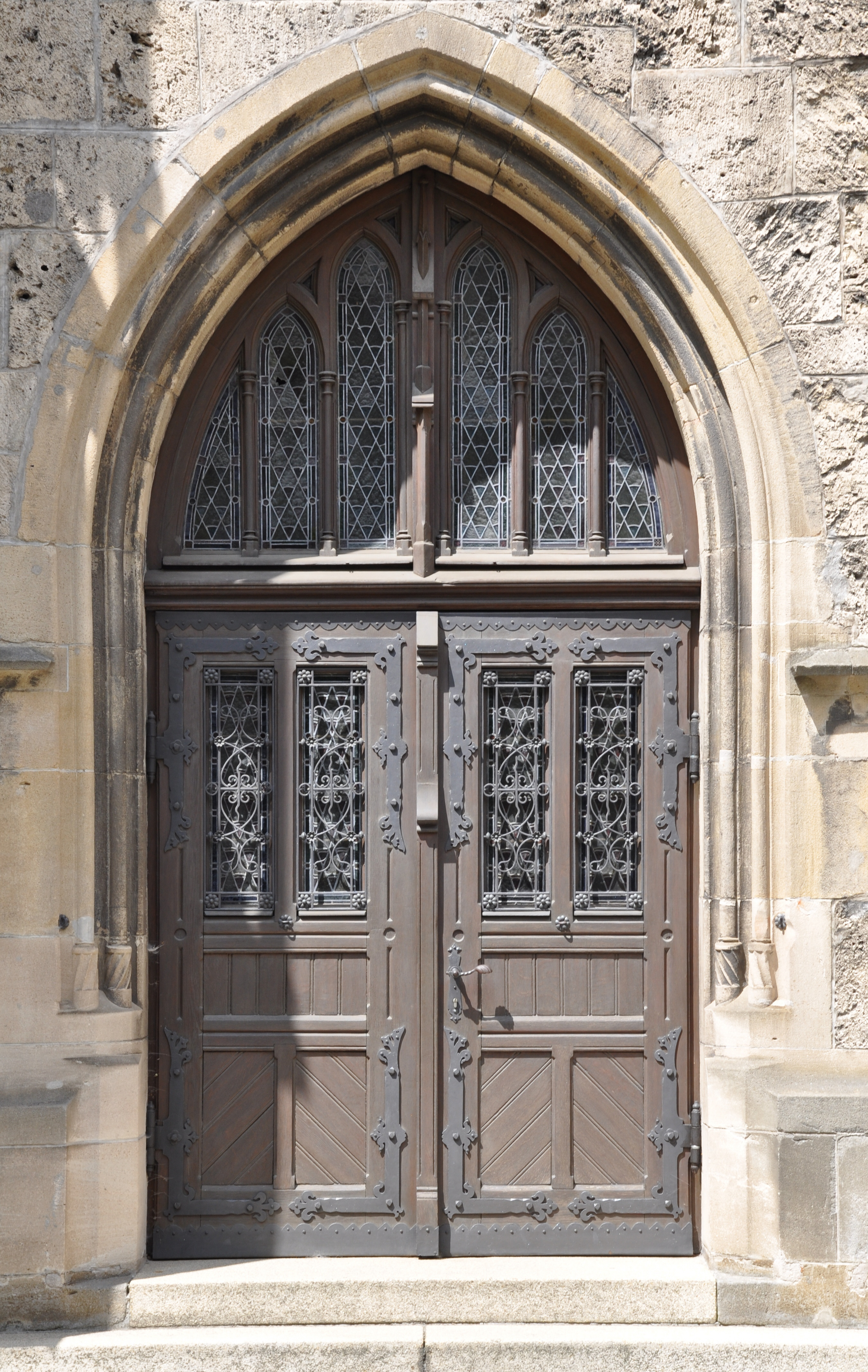
Portal
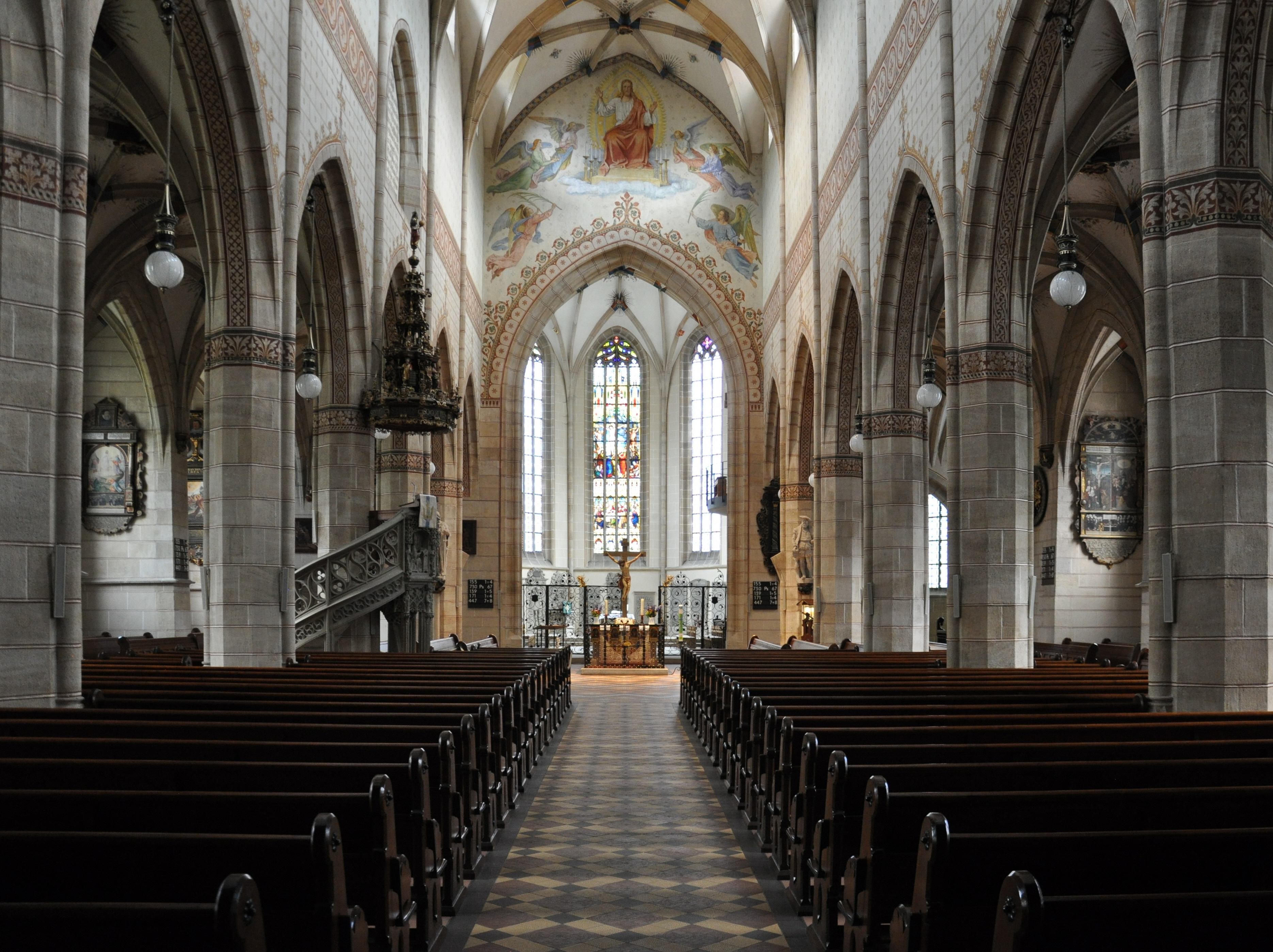
Wnętrze
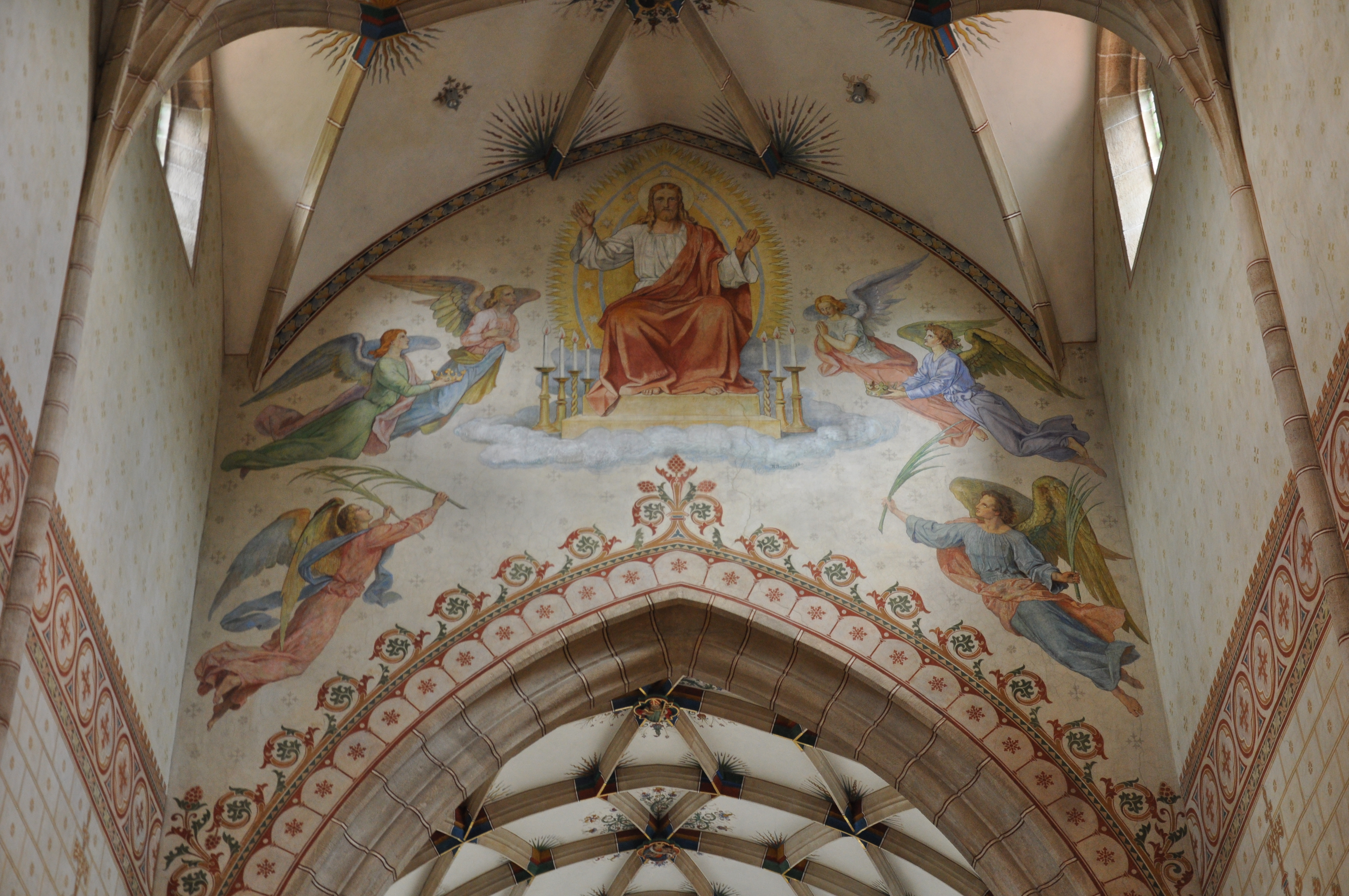
Fresk nad tęczą
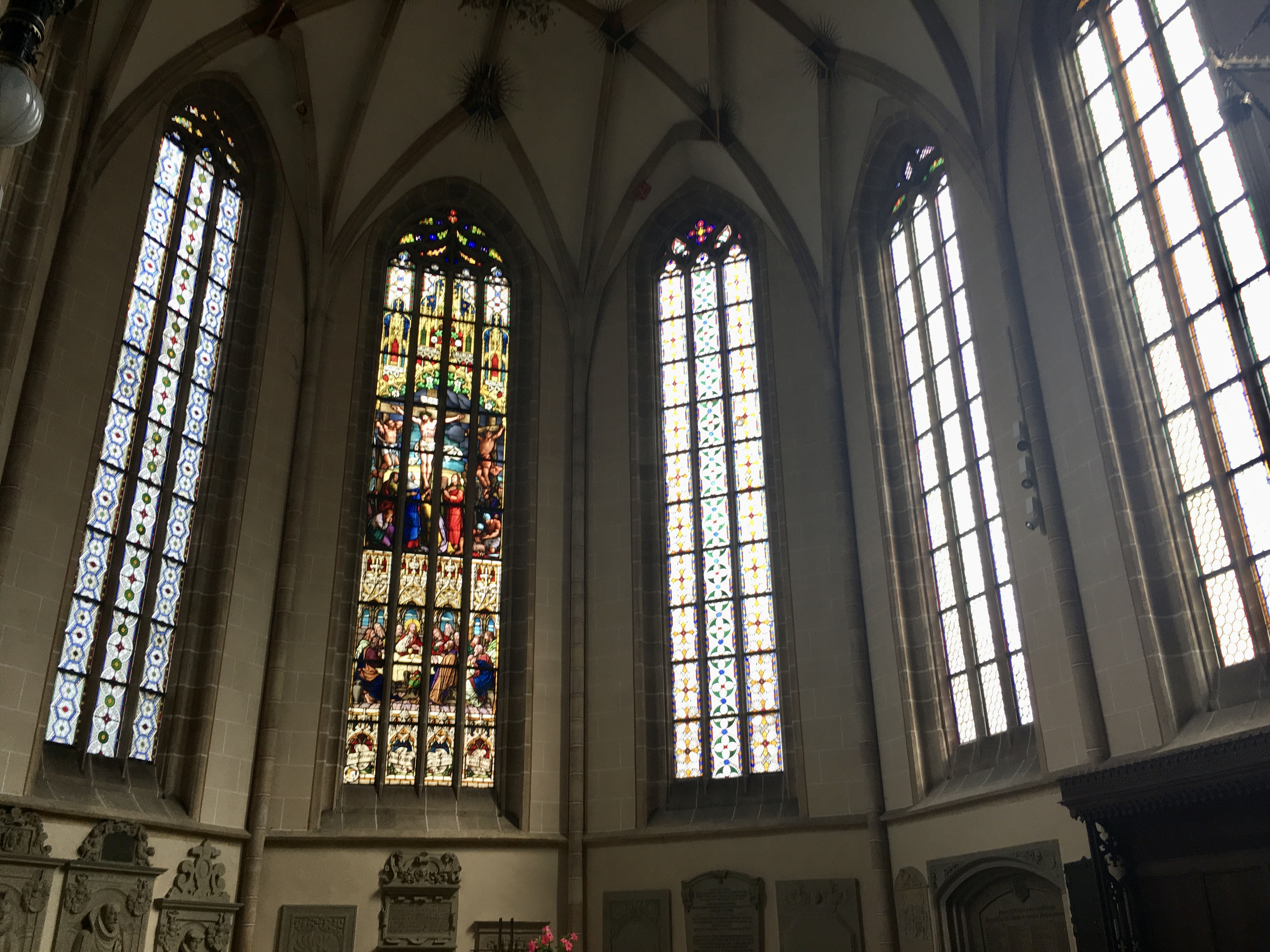
Witraże w prezbiterium
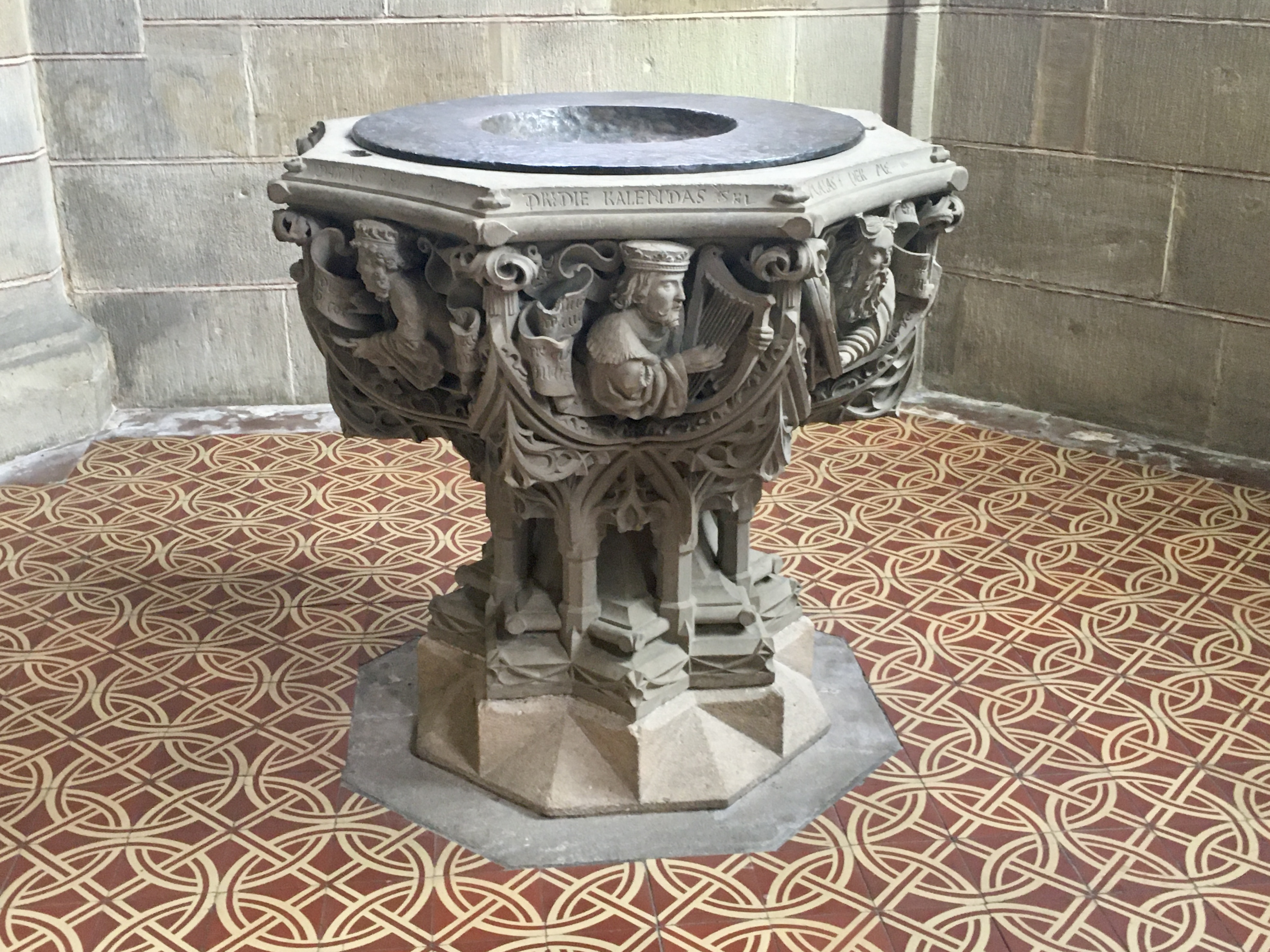
Chrzcielnica
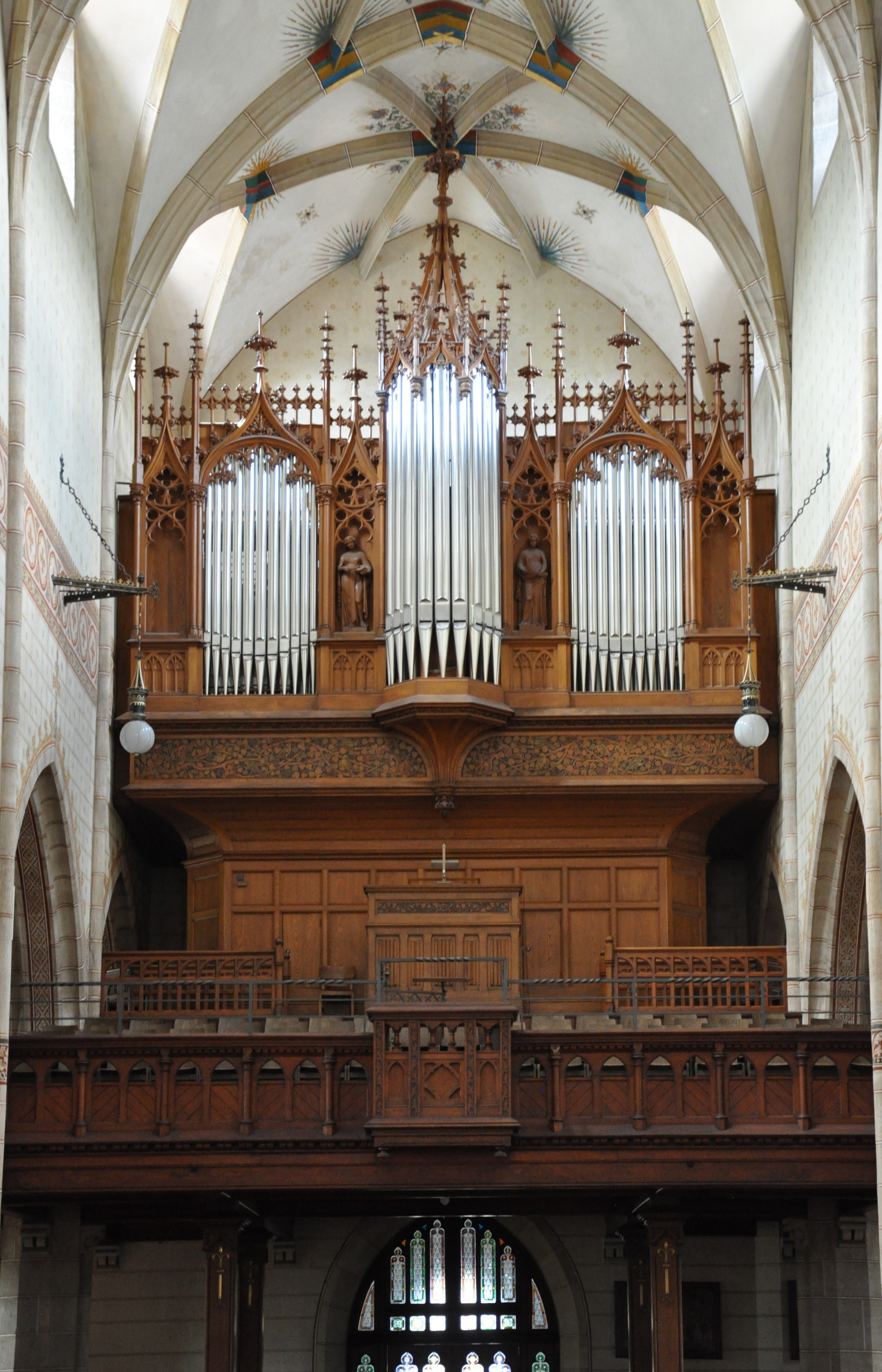
Organy Weiglego